# Bubble Pop!
Albums de Hyuna
Melting
(2012)
Singles
1. A Bitter Day
Sortie : 29 juin 2011
2. Bubble Pop
Sortie : 5 juillet 2011
3. Just Follow
Sortie : 22 août 2011

Bubble Pop! est le premier EP de Hyuna, une membre du girl group sud-coréen 4Minute. Il est sorti le 5 juillet 2011 sous Cube Entertainment et a atteint la 7e place du Gaon Album Chart hebdomadaire.

## Sortie et réception
Le 30 juin 2011, le single promotionnel "A Bitter Day" sort à l'état digital. Il contient le chanteur invité G.NA dans les refrains et le rap de Yong Jun-hyung de Beast. Il a été co-écrit par Yong et Choi Kyu-sung. La chanson s'est classée 10e dans le Gaon Digital Chart hebdomadaire et 165e dans le Gaon Digital Chart de fin d'année de 2011.
Le 5 juillet 2011, la chanson-titre de l'EP, "Bubble Pop!", ainsi que son vidéoclip sortent. Il comporte un caméo de Lee Joon de MBLAQ. Le vidéoclip a été tourné à Okinawa au Japon. Hyuna a fait la promotion de la chanson sur les émissions musicales à partir du 8 juillet 2011 dans le Music Bank, Show!Music Core, Inkigayo et le M! Countdown. La chanson a atteint la 4e place du Gaon Digital Chart hebdomadaire et a terminé 2011 à la 21e place du classement de fin d'année du Gaon. Il s'est vendu un total de 2 694 310 copies digitales.
Le 9 décembre 2011, la piste titre "Bubble Pop!" se classe neuvième dans la liste des "20 meilleures chansons de 2011" du magazine de musique américain SPIN.
La chanson a été parodiée dans Family Guy avec l'épisode "Candy, Quahog Marshmallow!".

## Promotion et controverse
Hyuna a fait la promotion de sa chanson titre « Bubble Pop! » sur les émissions musicales en juillet 2011 au Music Bank, au Show! Music Core, à l'Inkigayo et au M! Countdown. L'intro de l'EP, « Attention », a aussi été interprétée lors des performances.
En août, Cube Entertainment a mis fin aux promotions car le vidéoclip, la chorégraphie et les costumes sur scène ont été jugés « trop sexuellement suggestifs » par la Korea Communications Commission (KCC). Cube Entertainment a donc décidé de faire la promotion du single "Just Follow", en featuring avec le rappeur Dok2. La performance de Hyuna à l'Inkigayo s'est faite avec le rappeur Zico du boys band Block B à la place, avec des paroles qu'il avait réécrites.

## Liste des pistes
| Bubble Pop! | Bubble Pop!                               | Bubble Pop!                     | Bubble Pop!                     | Bubble Pop! | Bubble Pop! | Bubble Pop! | Bubble Pop! | Bubble Pop! | Bubble Pop! |
| No          | Titre                                     | Paroles                         | Musique                         | Durée       |             |             |             |             |             |
| ----------- | ----------------------------------------- | ------------------------------- | ------------------------------- | ----------- | ----------- | ----------- | ----------- | ----------- | ----------- |
| 1.          | Attention                                 | Beomi, Nangi                    | Beomi, Nangi                    | 1:26        |             |             |             |             |             |
| 2.          | Bubble Pop!                               | Shinsadong Tiger, Choi Kyu-sung | Shinsadong Tiger, Choi Kyu-sung | 3:33        |             |             |             |             |             |
| 3.          | Downtown (ft. Jeon Ji-yoon)               | Shinsadong Tiger, Choi Kyu-sung | Shinsadong Tiger, Choi Kyu-sung | 3:23        |             |             |             |             |             |
| 4.          | A Bitter Day (ft. G.NA et Yong Jun-hyung) | Choi Kyu-sung, Yong Jun-hyung   | Choi Kyu-sung                   | 3:47        |             |             |             |             |             |
| 5.          | Just Follow (ft. Dok2)                    | Dok2                            | Dok2                            | 3:25        |             |             |             |             |             |
| 15:35       |                                           |                                 |                                 |             |             |             |             |             |             |

## Classements
| Classement                      | Meilleure position |
| ------------------------------- | ------------------ |
| Gaon Album Chart (hebdomadaire) | 7                  |
| Gaon Album Chart (mensuel)      | 13                 |

## Historique de sortie
| Pays         | Date           | Format | Label              |
| ------------ | -------------- | ------ | ------------------ |
| Corée du Sud | 5 juillet 2011 | CD     | Cube Entertainment |